# 大久保純一
大久保 純一（おおくぼ じゅんいち、1959年 - ）は、日本の美術史家、前国立歴史民俗博物館情報資料研究系教授・総合研究大学院大学教授。浮世絵を中心に近世日本美術を研究。

## 経歴
徳島県生まれ。1982年東京大学文学部美術史学専修課程卒業、1985年同大学大学院人文科学研究科修士課程修了、名古屋大学文学部助手。1987年東京国立博物館研究員。1995年跡見学園女子大学文学部助教授。2000年国立歴史民俗博物館情報資料研究部助教授、2001年1月総合研究大学院大学助教授併任、2006年「広重と浮世絵風景画」で東京大学より博士（文学）の学位取得。2007年准教授、2008年教授。2009年04月 ～ 2010年03月博物館資源センター長併任。2012年04月 ～ 2013年03月副館長併任。2019年町田市立国際版画美術館館長。2025年、国立歴史民俗博物館教授および総合研究大学院大学教授を定年退職。

## 著書
- 『豊国と歌川派』 至文堂〈日本の美術 第366号〉、1996
- 『北斎の冨嶽三十六景 千変万化に描く』 小学館〈アートセレクション〉、2005
- 『美人風俗画』 至文堂〈日本の美術 第482号〉、2006
- 『広重と浮世絵風景画』 東京大学出版会、2007
- 『カラー版　浮世絵』 岩波新書、2008
- 『カラー版　北斎』 岩波新書、2012
- 『浮世絵出版論　大量生産・消費される＜美術＞』 吉川弘文館、2013
- 『北斎　ジャパノロジー・コレクション』 角川ソフィア文庫、2017
- 『広重　ジャパノロジー・コレクション』 角川ソフィア文庫、2016

## 共編著
- 『浮世絵の鑑賞基礎知識』小林忠共著、至文堂、1994
- 『原色日本の美術 第18巻　浮世絵』辻惟雄共著、小学館、1994
- 『広重東海道五拾三次 保永堂版』鈴木重三、木村八重子共著、岩波書店、2004
- 『日本美術全集15 浮世絵と江戸の美術　江戸時代Ⅳ』責任編集、小学館、2014

## 参考
- 民博:
- [ISBN 978-4-642-07915-0]